# El alma no tiene color
El alma no tiene color est une telenovela mexicaine produite par Juan Osorio et diffusée en 1997 par Canal de las Estrellas.
L'histoire originale est de Alberto Gómez et est basée sur le film mexicain des années 40  Angelitos negros.
Les protagonistes sont Laura Flores, Arturo Peniche et Celia Cruz tandis que les antagonistes sont Carlos Camara, Lorena Rojas, Claudia Islas et Ofelia Guilmáin.

## Distribution
- Laura Flores - Guadalupe Roldán
- Arturo Peniche - Lisandro del Álamo
- Lorena Rojas - Ana Luisa Roldán de Del Álamo/Sandra Bracho
- Claudia Islas - Begoña Roldán
- Celia Cruz - Macaria
- Carlos Cámara - Humberto Roldán
- Osvaldo Sabatini - Victor Manuel
- Ofelia Guilmáin - Alina Vda. de Del Álamo
- Patricia Navidad - Sarita
- Rafael Rojas - Luis Diego Morales
- Aracely Arámbula - Maiguálida Roldán
- Kuno Becker - Juan José
- Ernesto D'Alessio - Papalote
- Serrana - Mónica Rivero
- Erika Buenfil - Diana Alcántara
- Zayda Aullet - Estrellita
- Zulema Cruz - La Tatuada
- Karla Ezquerra - Fefa
- Jesús Ferca - Gonzalo
- Gabriela Goldsmith - Zafiro
- Renata Flores - Celadora Justina
- Rolando Brito
- Perla Jasso
- Diana Laura - Daisy
- Eduardo Luna - Rodrigo
- Xavier Marc - Román
- Marina Marín - Directora del reclusorio femenil
- Beatriz Monroy - Doña Queca
- Rigo Palma - Gonzalo
- Maribel Palmer - Isadora
- Ligia Robles - Mirna
- Christian Rubí - Alejandra
- Blanca Torres - Arcelia
- Esmeralda Salinas
- Teresa Tuccio
- Guillermo Zarur - Don Fulgencio
- Cinthia Moreno Castro - Estrellita (enfant)

## Diffusion internationale
| Pays                   | Chaîne                                   | Titre                  | Série première |
| ---------------------- | ---------------------------------------- | ---------------------- | -------------- |
| Mexique                | Canal de las Estrellas                   | El alma no tiene color | 23 juin 1997   |
| Brésil                 | SBT                                      | A alma não tem cor     |                |
| Chili                  | Megavisión                               | El alma no tiene color |                |
| Salvador               | TCS Canal 2                              | El alma no tiene color |                |
| Pérou                  | América Televisión                       | El alma no tiene color |                |
| Colombie               | Canal A                                  | El alma no tiene color |                |
| Venezuela              | Venevisión                               | El alma no tiene color |                |
| Équateur               | Gama TV                                  | El alma no tiene color |                |
| République dominicaine | Telemicro                                | El alma no tiene color |                |
| Paraguay               | Telefuturo                               | El alma no tiene color |                |
| États-Unis             | Univisión                                | El alma no tiene color |                |
| États-Unis             | Galavisión                               | El alma no tiene color |                |
| Europe                 | Galavisión Europe                        | El alma no tiene color |                |
| Amérique latine        | TLNovelas                                | El alma no tiene color |                |
| Amérique latine        | Canal de las Estrellas (Amérique latine) | El alma no tiene color |                |

## Versions
- Angelitos negros (1970), réalisée par Antulio Jiménez Pons, produite par Valentín Pimstein pour Televisa.

### Sources
- (es) Cet article est partiellement ou en totalité issu de l’article de Wikipédia en espagnol intitulé « El alma no tiene color » (voir la liste des auteurs).